# Charred Walls of the Damned
Charred Walls of the Damned est un groupe de heavy metal américain. Formé en 2009, il se compose du batteur Richard Christy, du bassiste Steve DiGiorgio, du chanteur Tim « Ripper » Owens et du guitariste Jason Suecof. Le groupe est formé par Christy après une absence de cinq ans de la scène metal depuis son départ du groupe Iced Earth et son arrivée au Howard Stern Show en 2004. Leur premier album paru est en février 2010.

## Biographie

### Formation
Alors que le groupe Iced Earth participe à la tournée Glorious Burden en 2004, le batteur Richard Christy décide de quitter le groupe, pour une tournée prévue au Japon. Il devient finaliste au Get John's Job, un concours du Howard Stern Show pour remplacer « Stuttering John » Melendez,  parti pour devenir annonceur au Tonight Show with Jay Leno. Ne pas y participer aurait été l'un des plus grands regrets de sa vie. Le 1er juillet 2004, Christy remporte le concours avec 30 % des votes de la part des auditeurs.

### Premier album et tournée (2009–2010)
Le premier single du groupe, Ghost Town, est commercialisé le 1er décembre 2009. Leur premier album, Charred Walls of the Damned, paraît sous format compact disc et sur iTunes le 2 février 2010. Blabbermouth.net rapporte la vente d'approximativement 2 000 exemplaires aux États-Unis une semaine après parution. La version japonaise de l'album inclut une reprise du titre Nice Dreams du groupe de metal originaire de Minneapolis Powermad (en). L'album atteint le classement Heatseekers, Independent Albums et Hard Music Albums du Billboard à la 6e, 37Me et 46e places, respectivement. Il atteint également la 85e place de l'Independent Chart canadien. Le 5 janvier 2011, Christy rapporte la vente de 20 000 exemplaires dans le monde.
L'album est bien accueilli par les critiques. Le magazine britannique en-ligne Rocksnail, attribue une note de 3,5 sur 5, note le potentiel musical du groupe. Dom Lawson de Bravewords attribue à l'album 8,5 sur 10, notant un « triomphe en disque de platine. » Chris Akin de Pitriff, qui a attribué une note de 8 sur 10, identifie une « fusion distincte » entre quatre musiciens, avec un album présentant un « son metal oldschool. » En juillet 2010, le groupe participe pour la première fois à une tournée aux États-Unis et au Canada. La tournée de neuf dates présente le remplacement de line-up avec John Comprix et Matt Sorg à la guitare et Ed Stephens à la basse.

### Nouveaux albums (depuis 2010)
À Noël 2010, Christy enregistre douze pistes de batterie sur le deuxième album studio du groupe aux Criteria Studios. Le reste des enregistrements prend place en janvier et février 2011 aux Audiohammer Studios. L'album est annoncé pour l'été 2011. Cold Winds on Timeless Days est confirmé pour le 11 octobre 2011. L'album se vend à près de 1 500 exemplaires aux États-Unis dès sa première semaine de vente. Au début de 2013, le groupe annonce avoir terminé huit chansons pour un prochain album à venir. Au début d'août 2016, le groupe révèle les détails de son nouvel album, Creatures Watching Over the Dead.

## Membres
- Richard Christy – batterie
- Steve DiGiorgio – guitare basse
- Tim « Ripper » Owens – chant
- Jason Suecof – guitare

## Discographie

### Albums studio
- 2010 : Charred Walls of the Damned
- 2011 : Cold Winds on Timeless Days
- 2016 : Creatures Watching Over the Dead

### Singles
- 2009 : Ghost Town
- 2011 : Zerospan

## Vidéographie
- 2010 : The Making of Charred Walls of the Damned